# ژولیو سزار دا سیلوا ای سوزا
ژولیو سزار دا سیلوا ای سوزا (به پرتغالی: Júlio César da Silva e Souza) هافبک اهل برزیل است که در شهر Itaguaí و در تاریخ ۲۶ فوریهٔ ۱۹۸۰ به دنیا آمده‌است.
ژولیو سزار دا سیلوا ای سوزا در تیم‌های فوتبال Fluminense سابقهٔ حضور دارد.